# Transocean (Mineralölunternehmen)
Die Transocean Ltd. ist ein auf Tiefseebohrungen spezialisierter international tätiger Konzern mit Sitz in Steinhausen in der Schweiz.
Das Unternehmen verfügt über 136 Bohrplattformen und Bohrschiffe, die weltweit auf der Suche nach Erdöl- oder Erdgasvorkommen im Einsatz sind. Diese können, wie im Falle der Bohrschiffe der Enterprise-Klasse, bis in 3'657 Meter Wassertiefe und bis knapp 12'200 Meter unter der Bodenfläche bohren.
Transocean beschäftigt 13'100 Mitarbeiter – wovon 1'000 über Personaldienstleister engagiert sind – und erwirtschaftete 2014 einen Umsatz in Höhe von 9,174 Milliarden US-Dollar sowie aufgrund von Abschreibungen einen Verlust von 1,9 Milliarden US-Dollar. Damit positioniert sich das Unternehmen als weltgrösster Spezialist für Offshorebohrungen.
Die Aktien des Unternehmens sind an der New York Stock Exchange kotiert und im S&P 500 enthalten. Bis zum 30. März 2016 waren die Aktien auch an der SIX Swiss Exchange kotiert.

## Geschichte
Die heutige Transocean Ltd. entstand im Verlaufe der Jahrzehnte durch zahlreiche Übernahmen, Fusionen, Spin-offs und damit verbundenen Namens- und Sitzänderungen. Ihre Wurzeln reichen bis 1919 und liegen vor allem in den Vereinigten Staaten und Norwegen, durch diverse Akquisitionen aber auch im Vereinigten Königreich sowie in Frankreich.

### Transocean
1953 gründete Southern Production, eine Tochtergesellschaft der 1928 gegründeten Southern National Gas, für die Entwicklung und den Bau von Bohrinseln eine Tochtergesellschaft mit dem Namen The Offshore Company. In dieser wurden auch die Bohraktivitäten der 1919 gegründeten und 1950 von Southern Production übernommenen Danciger Oil & Refining Company eingebracht.

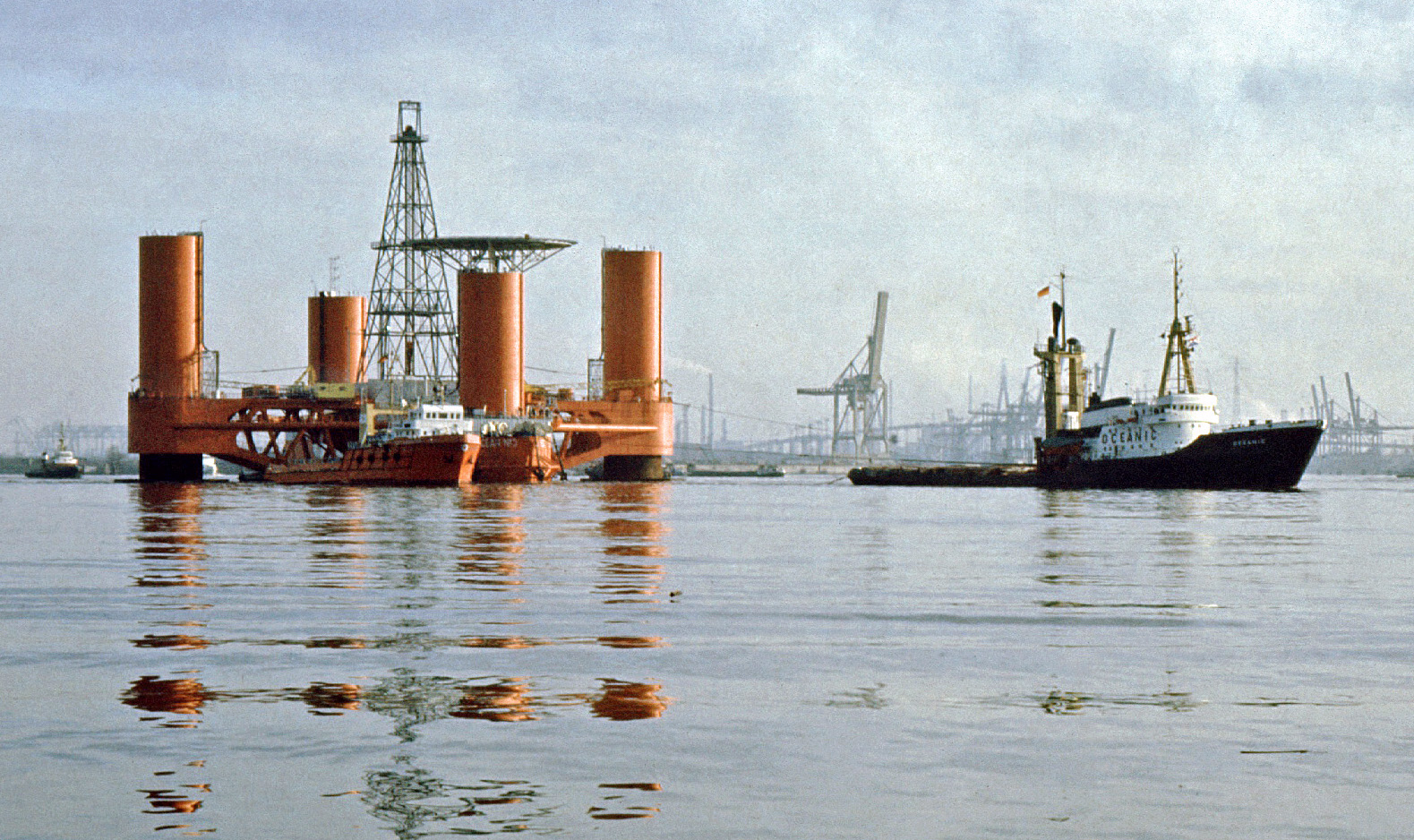
Die 1973 bei HDW in Hamburg gebaute Transocean No. 3

Mit der Übernahme der in London ansässigen International Drilling Co. Ltd. dehnte The Offshore Company 1963 ihre Aktivitäten ins Vereinigte Königreich sowie auf die Nordsee aus. 1992 änderte die mittlerweile in Southern Natural Resources umbenannte Muttergesellschaft ihren Namen in Sonat. Damit verbunden war auch die Umbenennung der Tochtergesellschaft The Offshore Company in Sonat Offshore Drilling Inc. Diese wurde 1993 durch einen Spin-off und gleichzeitigem Börsengang verselbständigt.
1996 übernahm Sonat Offshore Drilling die norwegische Transocean ASA und wurde dabei in Transocean Offshore, Inc. umbenannt. Der Zusammenschluss führte zu einer Verdoppelung des Bohrinsel-Bestandes. 1999 fusionierten Transocean Offshore und die durch einen Spin-off von Schlumberger abgespaltene Sedco Forex Holdings Limited zur Transocean Sedco Forex Inc. Sedco Forex ihrerseits ging 1985 aus der Fusion der 1947 in Texas gegründeten Southeastern Drilling Company (Sedco) und der 1942 in Frankreich gegründeten Forex hervor. Beide Unternehmen wurden im Verlaufe der Zeit von Schlumberger übernommen, Sedco 1984 und Forex bereits 1968 mehrheitlich und 1971 vollständig.
Anfang 2001 schloss Transocean Sedco Forex die Übernahme von R&B Falcon Corporation ab. Bei dieser Gelegenheit wurde der Unternehmensname auf Transocean gekürzt.

### GlobalSantaFe Corporation
Die Santa Fe Drilling Company wurde 1946 durch Mitarbeiter der Union Oil Company gegründet, die ihrem ehemaligen Arbeitgeber die Bohraktivitäten abgekauft hatten. Innerhalb von nur acht Jahren war das junge Unternehmen bereits mit 21 Bohrinseln in den Vereinigten Staaten, Europa, dem Nahen Osten, Nordafrika und Südamerika tätig. 1963 wurde das Unternehmen an die New York Stock Exchange gebracht und fünf Jahre später in Santa Fe International Corporation umbenannt. 1981 wurde Santa Fe vollständig durch die Kuwait Petroleum Corporation (KPC) übernommen. 1997 veräusserte diese einen ersten Teil ihrer Beteiligung und brachte die mittlerweile auf den Cayman Islands eingetragene Santa Fe durch einen IPO wieder an die New York Stock Exchange. 2001 verkaufte KPC einen zweiten Teil, was den Weg zur Fusion mit Global Marine ebnete.
Global Marine ihrerseits hat ihren Ursprung im 1946 von Continental Oil Company, Union Oil Company of California, Superior Oil Company und Shell Oil Company gegründeten Verbund namens CUSS Group. Zweck dieses Verbunds war die Machbarkeit von Offshorebohrungen zu analysieren. 1955 wurde der Verbund CUSS Group in das Gemeinschaftsunternehmen namens Louis N. Waterfall Inc. umgewandelt. Bereits drei Jahre später wurde die Gemeinschaft zwischen den vier Gründerunternehmen aufgelöst, die Louis N. Waterfall Inc. vollständig durch Union Oil Company übernommen und aufgelöst. Ihre Aktivitäten wurden vollständig auf die in Kalifornien neu gegründete Global Marine Exploration Company übertragen. Diese wiederum wurde 1964 in die Delaware eingetragene Global Marine Inc. umbenannt und von Union Oil Company abgespalten. Mit dem dramatischen Preisverfall von 32 auf unter 12 US-Dollar pro Barrel Erdöl Mitte der 1980er Jahre geriet Global Marine Inc. in eine schwerwiegende finanzielle Notlage, die Ende Januar 1986 in eine Restrukturierung unter dem US-amerikanischen Insolvenzrecht nach Chapter 11 mündete. Die Sanierung konnte 1989 abgeschlossen und die Kapazitäten 1990 wieder auf 90 Prozent hochgefahren werden.

### Zusammenschluss
2007 schlossen sich Transocean und die GlobalSantaFe Corporation durch einen Aktientausch zusammen. Die GlobalSantaFe Corporation ihrerseits ging 2001 aus der Fusion der 1946 gegründeten Santa Fe Drilling Company und der 1958 gegründeten Global Marine Drilling Company hervor.

### Neuere Entwicklung
Im Oktober 2008 gab Transocean bekannt, seinen juristischen Konzernsitz von den Kaimaninseln sowie die bisher in Houston ansässige Konzernführung in die Schweiz zu verlegen. Der weiterhin bedeutende Standort Houston, der als Tochtergesellschaft weitergeführt wird, konzentriert sich zukünftig hauptsächlich auf administrative, technische und unterstützende Dienstleistungen. Die Sitzverlegung nach Zug sowie der Bezug der Büroräumlichkeiten der Konzernführung in Vernier wurden im Dezember 2008 vollzogen. Damit verbunden war die Umwandlung des Konzerns in eine Aktiengesellschaft nach Schweizer Recht.
Seit dem 20. April 2010 sind die Aktien der Transocean zusätzlich an der Schweizer Börse SIX Swiss Exchange kotiert. Per 21. Juni 2010 wurden die Aktien von Transocean in den Swiss Market Index aufgenommen.
Am 23. November 2015 beantragte Transocean überraschend die Dekotierung der Aktien von der SIX Swiss Exchange. Damit verbunden ist auch die Herausnahme der Aktien aus dem Swiss Market Index. Als Grund wird der hohe finanzielle und verwaltungstechnische Aufwand genannt, der durch die Kotierung an zwei Börsen entsteht. Durch die aktuell schwierige Lage im Ölgeschäft sei das Unternehmen zu Einsparungen gezwungen. Auch das Zuvorkommen der Herausnahme der Aktien aus dem SMI seitens der SIX wird als Grund für die Dekotierung angenommen. Seit der Kotierung im April 2010 haben die Aktien mehr als 80 Prozent ihres Wertes verloren. Die Aktien sollen in Zukunft ausschliesslich an der New York Stock Exchange kotiert sein. Der letzte Handelstag an der SIX Swiss Exchange war der 30. März 2016. Bereits am 21. März 2016 wurde Transocean im Swiss Market Index (SMI) durch Swiss Life ersetzt, der erst 2010 zugunsten von Transocean aus dem SMI genommen wurde.
Per 16. April 2018 wurden die Aktien der Transocean an der Schweizer Börse BX Swiss über einen Market Maker zum Handel zugelassen. Seither sind die Aktien für Anleger wieder in der Schweiz handelbar, wobei die Gesellschaft ihre Publizitätspflichten über die New York Stock Exchange erfüllt.

## Unfälle

### Ixtoc I
Die Schlumberger-Tochter Sedco, die später in Transocean aufging, betrieb auch die Ölbohrplattform Sedco 135F (Ixtoc I). Durch Fehler beim Bohren kam es zum Austritt von Gas und Rohöl aus dem Bohrloch (sog. Blowout), das sich entzündete und am 3. Juni 1979 die Ölplattform zerstörte. Am Anfang traten rund 30.000 Barrel am Tag aus. Der Ölaustritt konnte nach zwei Entlastungsbohrungen schliesslich nach 294 Tagen am 23. März 1980 gestoppt werden. Die Schätzungen für die Gesamtmenge ausgetretenen Rohöls betragen 440'000 bis 1'400'000 Tonnen. Abgesehen von im Golfkrieg verursachten Ölkatastrophen war dies bis 2010 die grösste Ölpest weltweit.

### Deepwater Horizon
Transocean betrieb die Ölbohrplattform Deepwater Horizon, die am 21. April 2010 in Brand geriet und am 22. April 2010 sank. 115 Menschen konnten zum Teil schwer verletzt von der brennenden Plattform gerettet werden. Elf Arbeiter kamen ums Leben. Im Anschluss an den Untergang trat aus dem Bohrloch Öl aus und löste eine Ölpest im Golf von Mexiko aus (siehe auch: Ölkatastrophe im Golf von Mexiko 2010).
Transocean war Eigentümer der Plattform, hatte diese an BP verleast und war von BP beauftragt, diese zu betreiben. Im April 2011 reichte BP bei einem Gericht in New Orleans Klage gegen Transocean ein.
Die Bohrinsel sei nicht seetauglich gewesen. Transocean habe vertragliche Verpflichtungen zur angemessenen Instandhaltung der Plattform vernachlässigt, ihre Crews nicht ausreichend trainiert und den Kampf gegen das Feuer nicht gut genug koordiniert. „Die simple Tatsache ist, dass am 20. April 2010 jedes einzelne Sicherheitssystem und Gerät sowie Mechanismen zur Quellen-Kontrolle auf der Deepwater Horizon versagten.“
Am 3. Januar 2013 gab das US-amerikanische Justizministerium bekannt, dass Transocean wegen seiner Mitschuld an der Katastrophe 1,4 Mrd. US-Dollar (ca. 1,06 Mrd. Euro) zur Beilegung von Zivil- und potenziellen Strafklagen zahle. Das Unternehmen habe ein Schuldbekenntnis unterschrieben, das noch von einem Gericht in New Orleans bestätigt werden muss. Die Summe setze sich aus einer Milliarde US-Dollar für die Gewässerverunreinigung und 400 Millionen US-Dollar als Strafe für kriminelle Handlungen zusammen. Transocean werde den Betrag über einen Zeitraum von fünf Jahren ableisten, wobei im laufenden Jahr 560 Mio. US-Dollar zu entrichten seien.
Auf Betreiben des U.S. Chemical Safety and Hazard Investigation Board wurde Transocean am 23. Juli 2013 endgültig dazu verurteilt, ihre 31 Monate dauernde Weigerung der Herausgabe von Dokumenten aufzugeben und der angeordneten Subpoena zur Aufklärung des Hergangs der Katastrophe nachzukommen.

### Umweltkatastrophe vor Brasilien
Aus einem Leck an einem Bohrloch einer von Chevron und Transocean betriebenen Plattform entwichen im November 2011 nach Angaben von Chevron ca. 2'400 Barrel Rohöl ins Meer. Deshalb wurden beide Firmen von der brasilianischen Staatsanwaltschaft auf 11 Milliarden Dollar Schadenersatz und Einstellung ihrer Fördertätigkeit verklagt.

## Aktionärsstruktur
| Anteil               | Besitzer                    |
| -------------------- | --------------------------- |
| 8,13 %               | Primecap Management Company |
| 6,84 %               | BlackRock, Inc.             |
| 6,67 %               | The Vanguard Group          |
| 5,91 %               | Icahn Capital L.P.          |
| 72,45 %              | Streubesitz                 |
| Stand: 15. März 2015 |                             |

## Flotte
| Name                      | IMO-Nummer      | Inbetriebnahme  | Bauwerft                                        | Typ                                                   | maximale Einsatziefe | maximale Bohrtiefe |
| Ultra-Deepwater           | Ultra-Deepwater | Ultra-Deepwater | Ultra-Deepwater                                 | Ultra-Deepwater                                       | Ultra-Deepwater      | Ultra-Deepwater    |
| ------------------------- | --------------- | --------------- | ----------------------------------------------- | ----------------------------------------------------- | -------------------- | ------------------ |
| Deepwater Asgard          | 9620580         | 2014            | Daewoo Shipbuilding & Marine Engineering (DSME) | DSME 12000 Ultra Deepwater Drillship                  | 12,000 ft.           | 40.000 ft.         |
| Deepwater Champion        | 9471862         | 2010            | Hyundai Heavy Industries                        | GustoMSC P10.000                                      | 12,000 ft.           | 40,000 ft.         |
| Deepwater Conqueror       | 9730804         | 2016            | DSME, Okpo                                      | DSME 12000 Ultra Deepwater Drillship                  | 12.000 ft            | 40,000             |
| Deepwater Corcovado       | 9472995         | 2011            | Samsung Heavy Industries                        | Enhanced Samsung 10000                                | 10,000 ft.           | 35,000 ft.         |
| Deepwater Invictus        | 9620592         | 2014            | DSME, Südkorea                                  | DSME 12000 Ultra Deepwater Drillship                  | 12,000 ft.           | 40,000 ft.         |
| Deepwater Mykonos         | 9516882         | 2011            | Samsung Heavy Industries, Südkorea              | Enhanced Samsung 10000                                | 10,000 ft.           | 35,000 ft          |
| Deepwater Nautilus        | 8764781         | 2000            | Hyundai, Südkorea                               | Reading & Bates RBS-8M                                | 8,000 ft.            | 30.000 ft          |
| Deepwater Orion           | 9516870         | 2011            | Samsung Heavy Industries, Südkorea              | Enhanced Samsung 10000                                | 10,000 ft.           | 35,000 ft.         |
| Deepwater Pontus          | 9675183         | 2017            | DMSE                                            | DSME 12000 Ultra Deepwater Drillship                  | 12,000 ft.           | 40,000 ft.         |
| Deepwater Poseidon        | 9675195         | 2018            | DSME                                            | DSME 12000 Ultra Deepwater Drillship                  | 12,000 ft.           | 40,000 ft.         |
| Deepwater Proteus         | 9675171         | 2016            | DSME                                            | DSME 12000 Ultra Deepwater Drillship                  | 12,000 ft.           | 40,000 ft.         |
| Deepwater Skyros          | 9632545         | 2013            | SHI, Südkorea                                   | Samsung 12000                                         | 12,000 ft.           | 40,000 ft.         |
| Deepwater Thalassa        | 9675169         | 2016            | DSME                                            | DSME 12000 Ultra Deepwater Drillship                  | 12,000 ft.           | 40,000 ft.         |
| Development Driller III   | 8769121         | 2009            | KFELS, Singapur                                 | KFELS MSC Gusto DSS51                                 | 10,000 ft.           | 37,500 ft.         |
| Dhirubhai Deepwater KG1   | 9393864         | 2009            | Samsung Heavy Industries, Geoje, Südkorea       | Samsung 12000 double hull 6th generation DP Drillship | 12,000 ft.           | 35,000 ft.         |
| Dhirubhai Deepwater KG2   | 9410088         | 2010            | Samsung Heavy Industries, Geoje, Südkorea       | Samsung 12000 double hull 6th generation DP Drillship | 12,000 ft.           | 35,000 ft.         |
| Discoverer Americas       | 9400057         | 2009            | DSME, Südkorea                                  | Transocean Offshore Enhanced Enterprise Class         | 12,000 ft.           | 40,000 ft          |
| Discoverer Clear Leader   | 9386122         | 2008            | DSME, Südkorea                                  | Transocean Offshore Enhanced Enterprise Class         | 12,000 ft.           | 40,000 ft.         |
| Discoverer India          | 9521215         | 2010            | DSME, Südkorea                                  | Transocean Offshore Enhanced Enterprise Class         | 12,000 ft.           | 40,000 ft.         |
| Discoverer Inspiration    | 9409936         | 2008            | DSME                                            | Transocean Offshore Enhanced Enterprise Class         | 12,000 ft.           | 40,000 ft.         |
| Discoverer Luanda         | 9456068         | 2010            | DSME                                            | Transocean Enhanced Enterprise Class                  | 12,000 ft.           | 30,000 ft.         |
| Ocean Rig Apollo          | 9676981         | 2015            | SHI, Südkorea                                   | Samsung 12000                                         | 12,000 ft.           | 40,000 ft.         |
| Ocean Rig Athena          | 9632557         | 2014            | SHI, Südkorea                                   | Samsung 12000                                         | 12,000 ft.           | 40,000 ft.         |
| Ocean Rig Mylos           | 9632533         | 2013            | SHI, Südkorea                                   | Samsung 12000                                         | 12,000 ft.           | 40,000 ft.         |
| Ocean Rig Olympia         | 9473004         | 2013            | SHI, Südkorea                                   | Samsung 12000                                         | 12,000 ft.           | 40,000 ft.         |
| Petrobras 10000           | 9404352         | 2009            | SHI, Südkorea                                   | Samsung 10,000 Double Hull                            | 12,000 ft.           | 37,000 ft.         |
| GSF Development Driller I |                 | 2005            | Jurong, Singapur                                | F&G ExD Semi Submersible                              | 7,500 ft.            | 37,000 ft.         |
| Harsh Environment         |                 |                 |                                                 |                                                       |                      |                    |
| Henry Goodrich            | 8751667         | 1985            | Mitsui Engineering & Shipbuilding Tamano, Japan | Sonat/Mitsui 5000 SES                                 | 5,000 ft.            | 30,000 ft.         |
| Paul B. Loyd Jr.          |                 | 1990            | Hyundai Heavy Industries, Südkorea              | Aker H 4.2 Harsh Environment                          | 1,969 ft.            | 20,000 ft.         |
| Transocean Barents        | 8768854         | 2009            | Aker Kvaerner Stord                             | Aker H-6e Semi-submersible                            | 10,000 ft.           | 30,000 ft.         |
| Transocean Enabler        | 8772087         | 2016            | DSME                                            | GVA 4000 NCS                                          | 1,640 ft. (500 m)    | 8.500 m            |
| Transocean Encourage      | 8772075         | 2016            | DSME                                            | GVA 4000 NCS                                          | 1,640 ft. (500 m)    | 8.500 m            |
| Transocean Endurance      | 9633604         | 2015            | DSME                                            | GVA 4000 NCS                                          | 1,640 ft. (500 m)    | 8.500 m            |
| Transocean Equinox        | 9633599         | 2015            | DSME                                            | GVA 4000 NCS                                          | 1,640 ft. (500 m)    | 8.500 m            |
| Transocean Leader         | 8756186         | 1987            | Hyundai, Südkorea                               | Aker H-4.2 non-self-propelled semi                    | 4,500 ft.            | 25,000 ft.         |
| Transocean Norge          |                 | 2015            | Jurong Shipyard, Singapur                       | Moss Maritime CS60 / 6th Generation                   | 10,000 ft.           | 12,200 ft.         |
| Transocean Spitsbergen    | 8768517         | 2009            | Aker Stord                                      | Aker H-6e Semi-submersible                            | 10,000 ft.           | 30,000 ft.         |